# Fukacz
Fukacz (ang. squealer) – nagły wybuch tlenku węgla, któremu towarzyszy wyrzucenie bardzo dużych ilości miału węglowego; bywają również fukacze metanowe.